# Geranomyia atlantica
Geranomyia atlantica là một loài ruồi trong họ Limoniidae. Chúng phân bố ở miền Cổ bắc.